# 潜伏 (电视剧)
《潜伏》是中国大陆2008年出品的关于谍战的电视剧。改编自龙一的同名短篇小说。本剧在全国热播后，口碑和收视双丰收，成为2009年中国大陆最熱門的电视剧之一。余则成、王翠平等人气角色深入人心。2008年底在天津、山东、成都等地方频道播出，2009年4月1日在北京卫视、东方卫视、重庆卫视、黑龙江卫视上星播出。

## 演员表
- 孙红雷	饰	余则成（有线配音：李家輝）
- 姚　晨	饰	翠　平（有线配音：鄧潔麗）
- 祖　峰	饰	李　涯
- 冯恩鹤	饰	吴敬中
- 吴　刚	饰	陆桥山
- 沈傲君	饰	左　蓝（有线配音：莊巧怡）
- 范雨林	饰	马　奎（有线配音：譚漢華）
- 朱　杰	饰	穆晚秋
- 曹炳琨	饰	谢若林
- 马军勤	饰	吴太太
- 刘昌伟	饰	秋掌柜
- 陆羽	饰	罗掌柜
- 王　毅	饰	廖三民
- 石文忠	饰	李海丰
- 孙岚	饰	许宝凤
- 徐婧灵	饰	马太太（有线配音：莊巧怡）
- 卞涛	饰	吕宗方
- 张国庆	饰	穆连成
- 刘言语	饰	洪秘书
- 崔嵩	饰	王占金
- 何波	饰	周亚夫
- 旁白	　	徐　涛

## 剧情梗概
本剧以真实的历史做为背景，其中主要角色为虚构。抗日战争即将胜利，國民政府軍事委員會調查統計局（军统局）特务余则成憧憬着和女友左蓝开始新的生活，但事实并不如他想像的那样简单。由于孤身刺杀汪精卫政权的李海丰获得成功，余则成受到军统重用。但同时，余也看到了军统的腐朽，开始倒向中国共产党，并为了自己的信仰开始潜伏到军统天津站。中共女游击队员陈桃花受派化名翠平来到天津，并与余则成假扮夫妻，为其提供掩护。由于翠平文化水平较低，两人不得不进行痛苦的磨合。在一场激战中，左蓝中弹牺牲，而余则成不得不强忍悲痛，继续潜伏下去。
由于机敏和干练，余则成得到站长吴敬中的信任，并成功排挤行动队长马奎、李涯以及情报处长陆桥山，成为军统天津站副站长。李涯对余则成的步步紧逼，又使他和翠平时刻处于暴露的危险之中，余则成则运用智谋一次次化险为安。假扮的夫妻最终由于多年共事逐渐培养出真实感情，为此两人秘密结婚。1949年初，天津即将被中国人民解放军佔領，余则成为了获得国民党即将安插在天津的特务名单，拒绝了上级的撤离请求，最终被吴站长裹挟踏上飞往台湾的飞机，继续他的潜伏，从此再也无法与妻子翠平相见。

## 主题歌
深海，改编自苏联卫国战争歌曲《神圣的战争》。

## 奖项
- 第15届上海电视节白玉兰奖“最佳电视剧”
- 第15届上海电视节白玉兰奖“最佳男演员”
- 第15届上海电视节白玉兰奖“最佳编剧”
- 第27届电视剧“飞天奖”长篇电视剧一等奖
- 第27届电视剧“飞天奖”优秀编剧：姜伟
- 第27届电视剧“飞天奖”优秀男演员：孙红雷（余则成）
- 第27届电视剧“飞天奖”优秀剪辑奖：《潜伏》剧组—周新霞
- 第十一届全国精神文明建设“五个一工程”奖（2007—2009）

## 收视
本剧收视率占据全国各电视台第一。其中，北京卫视的收视率达到了8.01%，大结局收视率高达14%，为北京卫视历年播出电视剧收视率最高的剧目。

## 軼事
《潜伏》播出后受到广电总局负责人的关注，广电总局相关领导称其为“广电总局的骄傲”。该剧的热播也导致剧中办公桌上类似的绿色玻璃台灯的热销。
時任中共中央政治局常委、國家副主席的習近平看過此劇集。在十八屆中央紀委五次全會上，習近平講話，批評有人對抗「領導幹部報告個人有關事項」制度，說「有的党的高级干部编了一套暗语，家里人、身边人相互说话都用暗语，搞得像《潜伏》一样。这正常吗？」

### 逃犯事件
《潛伏》中飾演保密局檔案股長盛鄉一角的演員張國鋒，之後被發現竟是潛逃13年的襲警奪槍逃犯吉世光。黑龍江齊齊哈爾市警方獲報，指張國鋒就是1998年12月6日犯下襲警奪槍案的通緝犯吉世光，經多方確認後證實無誤。吉世光坦承，當年為躲避追緝，改名張國鋒，在浙江橫店影視城從臨時演員熬到配角。